# Paul Abadie der Ältere
Paul Abadie der Ältere (* 22. Juli 1783 in Bordeaux; † 3. Dezember 1868 in Bordeaux) war ein französischer Architekt.

## Leben und Werk
Paul Abadie war der Sohn eines Gipsfabrikbesitzers. Er studierte zunächst in seiner Heimatstadt Bordeaux beim dort tätigen Architekten Richard-François Bonfin und war daraufhin in Paris fünf Jahre (1806–1811) Schüler von Charles Percier. Auch von Pierre-François-Léonard Fontaine ließ er sich ausbilden. 1812 kam sein gleichnamiger Sohn zu Welt, der ebenfalls ein bekannter Baumeister werden sollte.
1818 ließ sich Abadie mit seiner Familie in Angoulême nieder und bekleidete dort ab diesem Jahr bis 1854 die Stelle eines Architekten des westfranzösischen Départements Charente. Am 20. Februar 1836 wurde er zum Ritter der Ehrenlegion und 1845 zum korrespondierenden Mitglied der Académie des Beaux-Arts ernannt.
In Angoulême war Abadie u. a. zuständig für die Erbauung des Justizpalastes, der Stadtpräfektur (1825–1828), von Schlachthöfen, des Gefängnisses, der Kirche Saint-Jacques de l’Houmeau (1840 fertiggestellt)  und der an das Seminar grenzenden gotischen Kapelle. Des Weiteren zeichnete er 1825 für die Erneuerung des Portals der ebenfalls in Angoulême befindlichen Kirche Saint-André verantwortlich.
Ende 1868 starb Abadie in Bordeaux im Alter von 85 Jahren.